# Anells d'Urà

Esquema del sistema d'anells-satèl·lits d'Urà. Les línies sòlides són els anells; les línies discontínues denoten les òrbites dels satèl·lits

Els anells d'Urà configuren un sistema d'anells de complexitat mitjana que es pot situar a mig camí entre sistemes més extensos –com els anells de Saturn– i més simples –com els de Júpiter i els de Neptú. Els anells d'Urà es van descobrir el 10 de març de 1977 per James L. Elliot, Edward W. Dunham, i Douglas J. Mink. Fa més de 200 anys, William Herschel també va anunciar que havia vist anells, però els astrònoms moderns són escèptics que els pogués haver vist, ja que són molt foscs i tènues. La sonda Voyager 2 va descobrir dos anells més el 1986, i es van descobrir dos anells exteriors mitjançant fotografies del Telescopi espacial Hubble entre el 2003 i 2005.
Actualment se sap que el sistema d'anells d'Urà consisteix en 13 anells diferents. En ordre creixent de distància respecte al planeta es designen 1986U2R/ζ, 6, 5, 4, α, β, η, γ, δ, λ, ε, ν i μ. Els seus radis oscil·len entre 38.000 km (anell 1986U2R/ζ) i 98.000 km (anell μ). Podrien existir bandes tènues de pols i arcs incomplets entre els anells principals. Els anells són extremadament foscos —de fet, l'albedo de Bond de les partícules dels anells no supera el 2%. Probablement estan compostos de gel d'aigua i alguns compostos orgànics processats per la radiació.
La majoria dels anells d'Urà són opacs i de pocs quilòmetres d'ample. El sistema d'anells conté, en general, poca pols; consisteix principalment de grans cossos amb un diàmetre d'entre 0,2 i 20 m. Tanmateix, alguns anells són òpticament prims: els amples i tènues anells 1986U2R/ζ, μ i ν estan fets de petites partícules de pols, mentre que l'anell estret i tènue λ també conté cossos més grossos. La relativa falta de pols al sistema d'anells és a causa de la resistència aerodinàmica de la part externa de l'exosfera uraniana: la corona.
Es creu que els anells d'Urà són relativament joves: no tenen més de 600 milions d'anys. El sistema d'anells d'Urà es va originar probablement a partir dels fragments resultants de les col·lisions d'antics satèl·lits que tenia el planeta. Després de col·lidir, probablement els satèl·lits es van separar en diverses partícules, que van sobreviure com anells estrets i òpticament densos només en zones estrictament confinades d'estabilitat màxima.
Encara no s'entén del tot el mecanisme que confina els anells estrets. Inicialment, s'assumia que cada anell estret tenia una parella de llunes pastores que en mantenien la forma. Tanmateix, el 1986 la Voyager 2 només va descobrir una parella pastora (Cordèlia i Ofèlia) al voltant de l'anell més brillant (ε).

## Descobriment i exploració

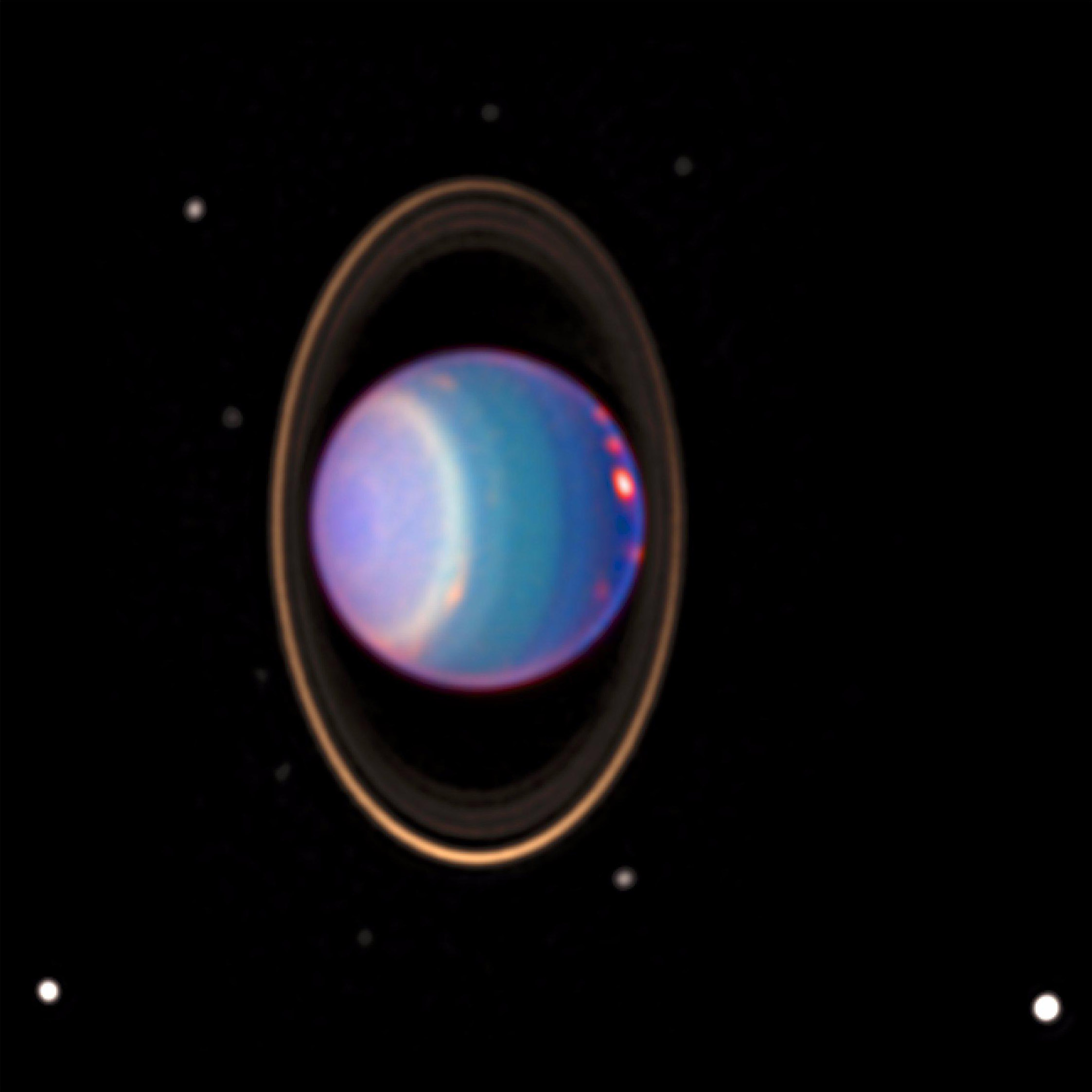
Imatge d'Urà, els anells i algun dels seus satèl·lits presa per la Voyager 2.

La primera menció d'un sistema d'anells d'Urà ve de les notes de William Herschel, detallant les seves observacions d'Urà en el segle xvii, que inclouen el següent passatge: "22 de febrer de 1789: Se sospita d'un anell". Herschel va dibuixar un petit diagrama de l'anell i va observar que estava "lleugerament inclinat al vermell". L'Observatori W. M. Keck de Hawaii ho ha confirmat així, almenys per l'anell ν. Les notes de Herschel es van publicar a una revista de la Royal Society el 1797. Tanmateix, als dos segles entre el 1797 i 1977 rarament es mencionen els anells, si és que ho foren. Això posa en dubte si Herschel podria haver vist res que centenars d'altres astrònoms no van veure. Tot i això, hi ha gent que afirma que Herschel va donar descripcions acurades de la mida de l'anell ν respecte a Urà, els seus canvis a mesura que es movia al voltant del Sol, i el seu color.
El descobriment definitiu dels anells d'Urà es va fer pels astrònoms James L. Elliot, Edward W. Dunham, i Douglas J. Mink el 10 de març de 1977, utilitzant el Kuiper Airborne Observatory, va ser casual. Planejaven utilitzar l'ocultació de l'estrella SAO 158687 d'Urà per estudiar l'atmosfera del planeta. Tanmateix, quan es van analitzar les seves observacions, van observar que l'estrella desapareixia breument de la vista cinc vegades abans i després que fos eclipsada pel planeta. Van deduir que hi havia un sistema d'anells estrets. Les cinc ocultacions es van denotar amb les lletres gregues α, β, γ, δ i ε als seus articles. Aquestes designacions s'han utilitzat des de llavors per anomenar els anells. Posteriorment van descobrir quatre anells més: un entre els anells β i γ i tres a dins de l'anell α. El primer es va anomenar anell η. Els últims es van anomenar anells 4,5,6, d'acord amb la numeració de les ocultacions en un article. El sistema d'anells d'Urà va ser el segon en ser observat al sistema solar, després del de Saturn.
Els anells va ser fotografiats directament quan la sonda Voyager 2 va volar pel sistema uranià el 1986. Dos nous anells brillants, λ i 1986O2R, van ser descoberts elevant el nombre total dels coneguts en aquest moment a 11. Es van estudiar els anells analitzant els resultats d'ocultacions òptiques, de radi i ultraviolat. La Voyager 2 va observar els anells en diferents geometries pel que fa al Sol, produint imatges amb il·luminació frontal, posterior i lateral. L'anàlisi d'aquestes imatges va permetre la derivació de la funció de fase i de l'albedo geomètrica i lligat de les partícules anulars. Es van resoldre dos anells, el ε i el η, que van revelar una complicada i fina estructura. L'anàlisi de les imatges de la Voyager també van portar al descobriment de 10 satèl·lits interiors d'Urà, incloent els dos satèl·lits pastors de l'anell ε, Cordèlia i Ofèlia.
El Telescopi Espacial Hubble va detectar un parell d'anells addicionals no observats amb anterioritat entre 2003–2005, elevant el seu nombre a 13. El descobriment d'aquests anells exteriors ha doblegat la longitud coneguda del radi d'aquest sistema d'anells. El Hubble també ha pres per primera vegada imatges de dos petits satèl·lits, un dels quals, Mab, comparteix la seva òrbita amb l'anell més extern recentment descobert.

## Propietats

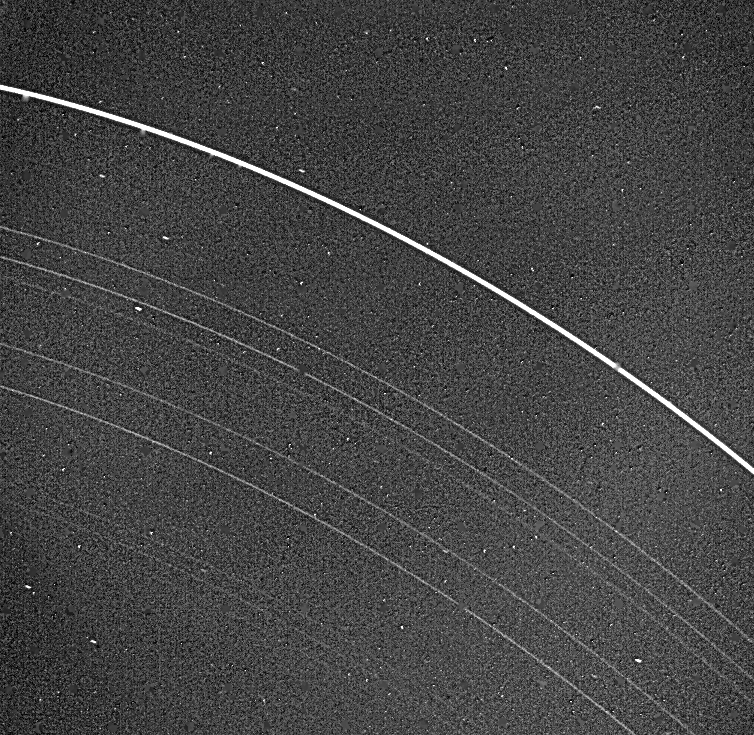
Anells interiors d'Urà. L'anell extern brillant és l'èpsilon. Es poden observar altres vuit anells.

Amb els coneixements actuals, el sistema anular d'Urà consta de tretze anelles diferents. En l'ordre creixent des del planeta seria: 1986U2R/ζ, 6, 5, 4, α, β, η, γ, δ, λ, ε, ν y μ. Es poden dividir en tres grups, les nou anelles amples principals, les dues de pols i les dues exteriors. Les anelles d'Urà es componen principalment de particules microoscopiques, i una mica de pols, sobretot en les annelles de pols, encara que es constata la seva presència en els anells 1986U2R/ζ, η, δ, λ, ν i μ. A més d'aquests anells ben coneguts, podria haver-hi nombroses bandes de pols òpticament primes i anells molt febles entre elles. Aquests anells i les bandes de pols existeixen només de forma temporal o consisteixen en un nombre d'arcs separats que es detecten ocasionalment durant esdeveniments d'ocultació. Alguns es van revelar durant el canvi de plànol dels anells que va tenir lloc en el 2007. L'aparença dels anells varia en funció de la geometria d'il·luminació d'aquests. La Voyager 2 va observar bandes de pols quan els anells estaven il·luminats frontalment.  Tots els anells van mostrar variacions en la lluentor azimutal.
Els anells estan composts per un material extremadament fosc. L'albedo geomètrica de les partícules de l'anell no excedeix el 5–6%, mentre que l'albedo de Bond és fins i tot menor –aproximadament, un 2%-. Les partícules anulars van mostrar un fort i sobtat augment de l'oposició quan l'angle de fase és proper a zero. Això significa que la seva albedo és molt més baixa quan s'observa lleugerament fora de l'oposició. Els anells són lleugerament vermellosos en els talls d'ultraviolat i visible de l'espectre i grisos en l'infraroig proper. No mostren trets espectrals identificables. La composició química de les partícules dels anells és desconeguda. No obstant això no poden ser de gel d'aigua pura, com els anells de Saturn, perquè són massa fosques, fins i tot més que els satèl·lits d'Urà. Això indica que probablement estan composts per una barreja de gel i material fosc. La naturalesa d'aquest material no està clara, però podrien ser compostos orgànics considerablement enfosquits per la irradiació de partícules carregades procedents de la magnetosfera d'Urà. En aquest sentit podrien ser un material fortament processat que inicialment seria similar al de les llunes interiors.
Globalment, el sistema d'anells d'Urà és diferent dels sistemes anulars de Júpiter i Saturn, en el qual algun dels seus anells està compost per materials molt brillants–gel d'aigua. No obstant això, s'observen algunes similituds amb aquest últim. L'anell F de Saturn i l'anell ε són tots dos estrets, relativament foscos i estan "pastorejats" per un parell de satèl·lits. Els anells externs d'Urà, recentment descoberts, són semblants als anells externs G i E de Saturn. Els petits anells que existeixen en els anells amples de Saturn també s'assemblen als anells estrets d'Urà. A més, les bandes de pols que s'observen entre els anells principals d'Urà serien similars als anells de Júpiter. Per contra, el sistema anul·lar de Neptú és bastant similar al d'Urà, encara que és menys complex, és més fosc i conté més pols. Els anells de Neptú es localitzen també més lluny del seu planeta.

## Anells estrets principals

### Anell ε

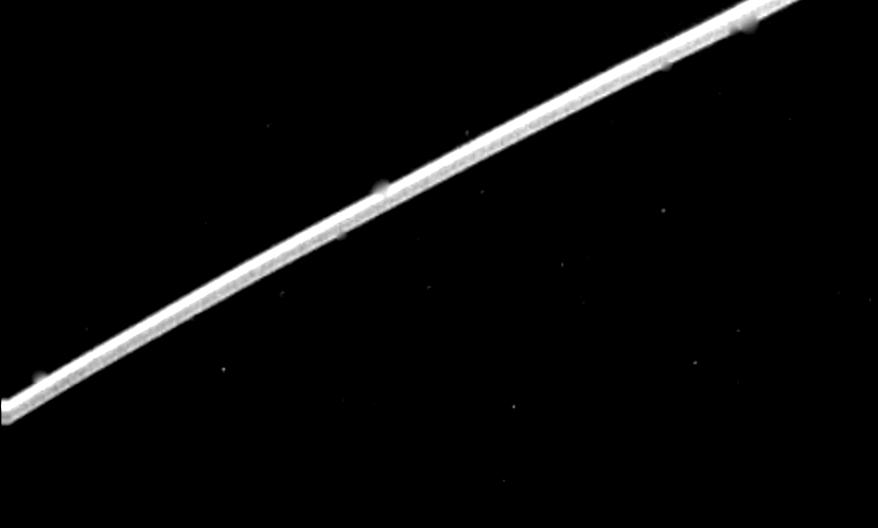
Aproximació a l'anell ε d'Urà.

L'anell ε és el més brillant i dens de tot el sistema, i és el responsable d'aproximadament dos terços de la llum reflectida pels anells. Encara que és el més excèntric dels anells d'Urà, té una inclinació orbital menyspreable. L'excentricitat de l'anell produeix una variació de la seva lluentor en el curs de la seva òrbita. La lluentor integrada de l'anell ε és major prop de l'apoàpside i menor quan està proper al periàpside. La raó del màxim al mínim valor de la lluentor és d'aproximadament 2,5–3,0. Aquestes variacions estan connectades amb variacions en l'amplària de l'anell que és de 19,7 km en periàpside i 96,4 km en apoàpside. A mesura que l'anell s'eixampla, la quantitat d'ombra entre les partícules es fa menor i cada vegada més d'elles es fan visibles, la qual cosa produeix un augment de la lluentor integrada. Les variacions en l'amplària van ser mesurades directament a partir d'imatges de la Voyager 2, ja que l'anell ε va ser un dels dos únics anells resolts òpticament per les càmeres de la Voyager. Aquest comportament indica que l'anell no és òpticament estret. De fet, les observacions d'ocultació dirigides des de terra i la sonda espacial van mostrar que la seva profunditat òptica normal varia entre 0,5 i 2,5, sent major prop del periàpside. La profunditat equivalent de l'anell ε és d'uns 47 km i és invariant durant tota l'òrbita.

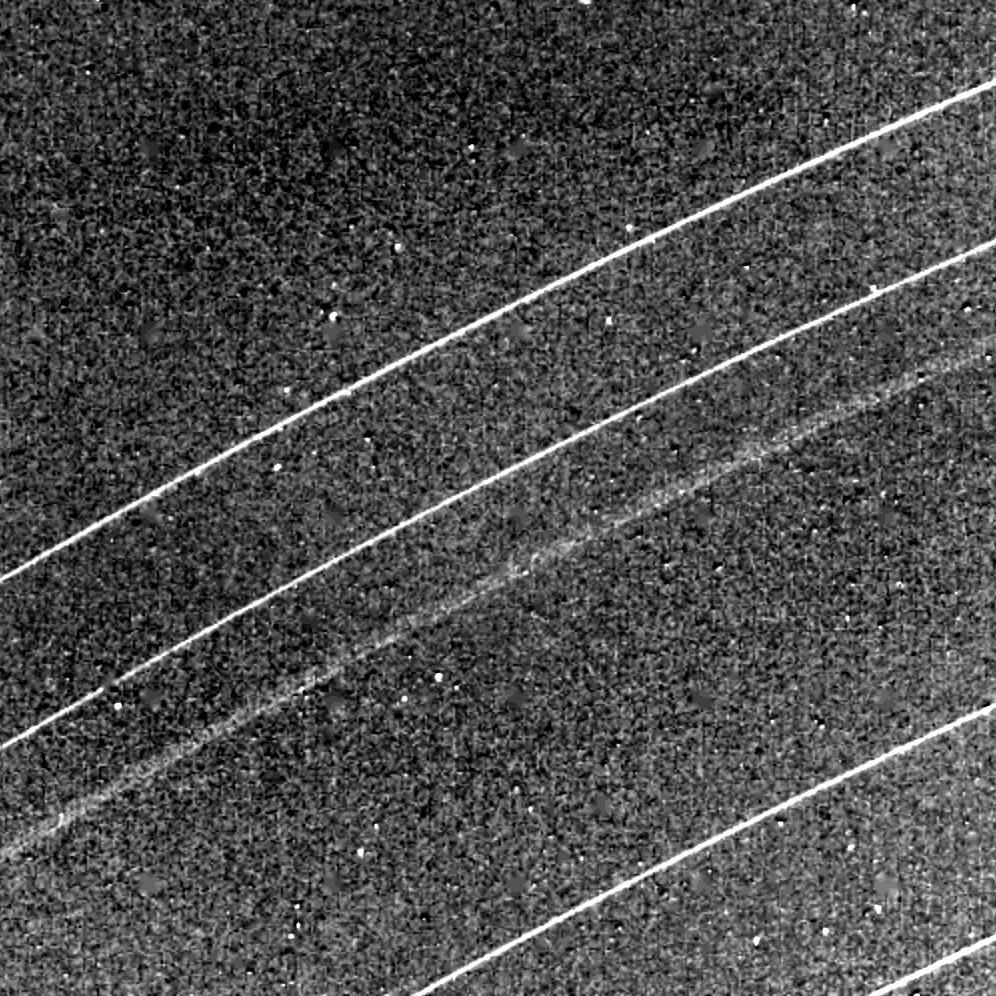
Aproximació dels anells (de dalt a baix) δ, γ, η, β i α d'Urà. L'anell η mostra el component ample òpticament estret.

El gruix geomètric de l'anell ε no es coneix amb precisió, encara que l'anell és amb certesa molt estret -150 m per a algunes estimacions-. Malgrat aquesta estretor, està compost per diverses capes de partícules. L'anell ε és un lloc molt poblat, amb un coeficient d'ocupació prop de l'apoàpsise estimat per diferents fonts entre 0,008 a 0,06. La grandària mitjana de les partícules de l'anell és de 0,2-20,0 m, i la separació mitjana és de 4,5 vegades el seu radi. L'anell pràcticament manca de pols, possiblement a causa de la resistència aerodinàmica de l'extensió de la corona atmosfèrica d'Urà. A causa de la primesa extrema de la seva constitució, l'anell ε desapareix quan es veu de costat. Això va succeir en el 2007 quan es va produir un canvi de plànol de l'anell.
La Voyager 2 va observar un estrany senyal procedent de l'anell durant un experiment d'ocultació de ràdio. El senyal va semblar ser una forta intensificació de la llum reflectida en il·luminació frontal en la longitud d'ona de 3,6 cm prop de l'apoàpside de l'anell. Un increment tan fort requereix l'existència d'una estructura coherent. Aquesta circumstància ha estat confirmada per moltes observacions d'ocultació. L'anell ? sembla constar d'alguns subanells estrets i òpticament densos, alguns dels quals tenen arcs incomplets.
L'anell ε és conegut per tenir, interior i exteriorment, dos satèl·lits pastors, Cordèlia i Ofèlia, respectivament. La vora interior de l'anell està en una ressonància orbital de 24:25 amb Cordelia, i la vora exterior mostra una ressonància de 14:13 amb Ofèlia. Les masses dels satèl·lits necessiten ser almenys tres vegades la massa de l'anell per confinar-los eficaçment. La massa de l'anell ε s'estima en aproximadament 10¹⁶ kg.

### Anell δ

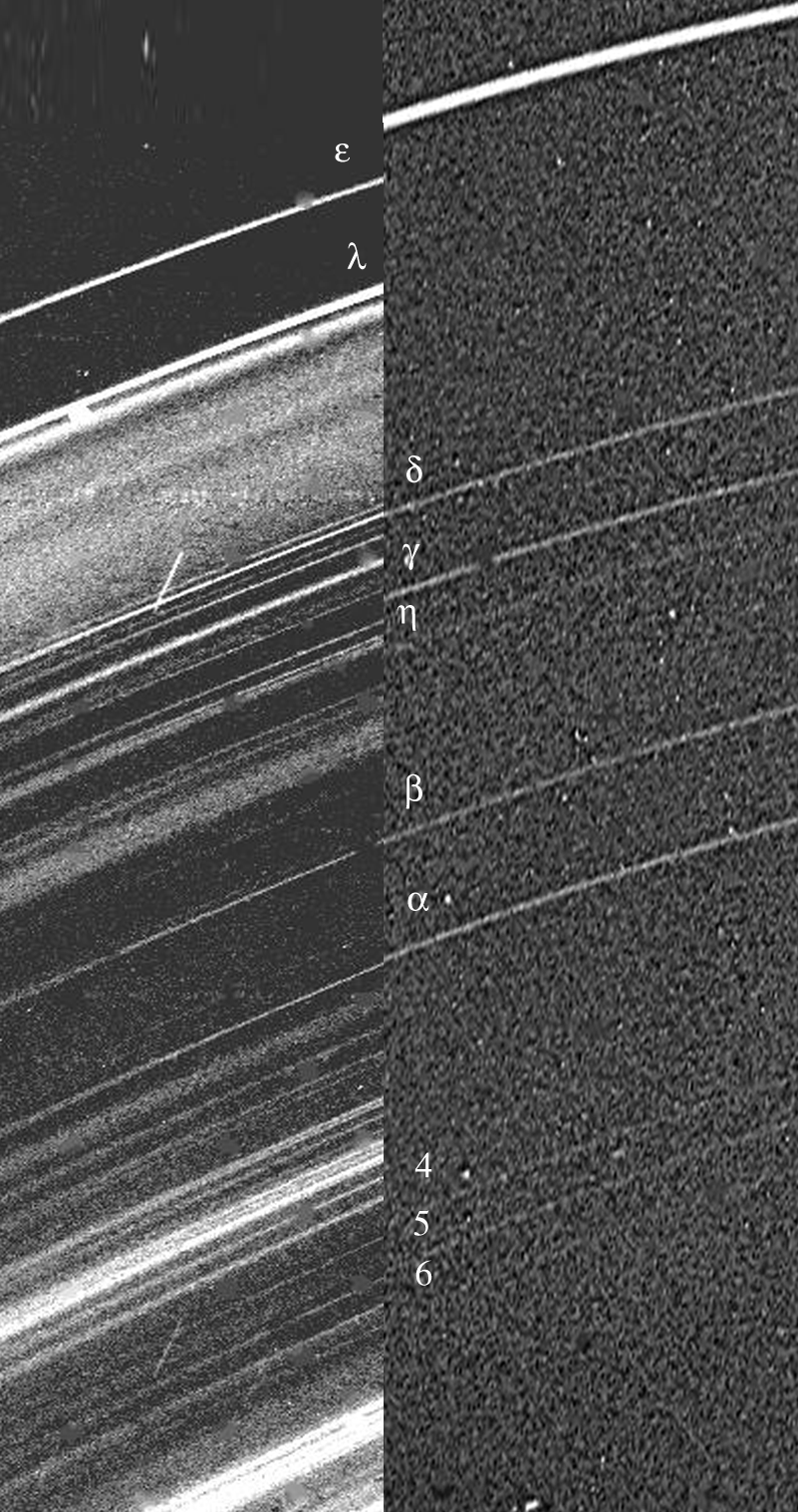
Comparació dels anells d'Urà mitjançant llum dispersada cap endavant i retrodispersada. (Imatges obtingudes per la Voyager 2 en el 1986).

L'anell δ és circular i lleugerament inclinat. Mostra variacions azimutals no explicades en la profunditat i amplària òptiques normals. Una possible explicació seria que l'anell té una estructura azimutal en forma d'ona, excitada per un petit satèl·lit que es troba just en el seu interior. La vora externa afilada de l'anell δ està en una ressonància de 23:22 amb Cordèlia. Aquest anell consta de dos components: un component estret òpticament dens i una ampla espatlla interna amb una baixa profunditat òptica. L'amplària del component estret és de 4,1–6,1 km i la profunditat equivalent és de 2,2 km, que correspon a una profunditat òptica normal de 0,3–0,6. El component ample de l'anell és d'uns 10–12 km d'amplària i la seva profunditat equivalent està prop de 0,3 km, indicant una profunditat òptica normal de 0,03. Això se sap només partint de les dades d'ocultació, ja que l'equip de presa d'imatges de la Voyager 2 no va poder resoldre l'anell δ. Quan es va observar en il·luminació frontal per la Voyager 2, l'anell δ apareixia relativament brillant, la qual cosa és compatible amb la presència de pols en el seu component ample. Aquest és geomètricament més espès que el component estret. Això està provat per les observacions del canvi del plànol dels anells en el 2007, quan l'anell δ va incrementar la seva lluentor, la qual cosa és consistent amb el comportament d'un anell que és alhora geomètricament espès i òpticament estret.

### Anell γ
L'anell γ és estret, òpticament dens i lleugerament excèntric. La seva inclinació orbital és pràcticament zero. L'amplària de l'anell varia dins del rang dels 3,6–4,7 km, encara que la profunditat òptica equivalent és constant en 3,3 km. La profunditat òptica normal de l'anell γ és 0,7–0,9. Durant el canvi de plànol del sistema d'anells en el 2007 l'anell γ va desaparèixer, la qual cosa significa que és geomètricament estret, com l'anell γ, i freturós de pols. L'amplària i profunditat òptica normals de l'anell γ mostren variacions azimutals significatives. El mecanisme de confinament d'un anell tan estret es desconeix, però s'ha observat que la vora interna afilada està en una ressonància de 6:5 amb Ofèlia.

### Anell η
L'anell η té una excentricitat i inclinació orbitals nul·les. Com l'anell δ, consta de dos components: un component estret òpticament dens i una espatlla exterior ampla amb baixa profunditat òptica. L'amplària del component estret és d'1,9–2,7 km i la profunditat equivalent és de 0,42 km, la qual cosa correspon amb la profunditat normal de 0,16–0,25. El component ample és de 40 km d'amplària i la seva profunditat equivalent està propera a 0,85 km, la qual cosa indica una baixa profunditat òptica normal, de 0,02. Va ser resolt en les imatges de la Voyager 2. Amb il·luminació frontal, l'anell η apareixia brillant, la qual cosa indicava la presència d'una considerable quantitat de pols en aquest anell, probablement en el component ample. Aquest component és geomètricament més espès que l'estret. Aquesta conclusió es va demostrar en el canvi de plànol dels anells en el 2007, en el qual l'anell η va mostrar un increment de la lluentor, sent el segon tret més brillant del sistema anul·lar. Això és consistent amb el comportament d'un anell geomètricament espès i al mateix temps òpticament prim. Com la majoria dels altres anells, mostra variacions azimutals significatives amb la profunditat i amplària òptica normals. El component estret fins i tot desapareix en alguns llocs.

### Anells α i β
Després de l'anell ε, els anells α i β són els més brillants entre els anells d'Urà. Com l'anell ε mostra variacions regulars en lluentor i amplària. Són més brillants i amples a 30° a partir de l'apoàpside i més tènues i estrets a 30° de la periàpside. Els anells α i β tenen una excentricitat orbital mesurable i una inclinació de certa consideració. Les amplàries d'aquests anells són 4,8–10 km i 6,1-11,4 km, respectivament. Les profunditats òptiques equivalents són de 3,29 km i 2,14 km, la qual cosa produeix unes profunditats òptiques normals de 0,3–0,7 i 0,2–0,35, respectivament. Durant el canvi del plànol del sistema anul·lar en el 2007 els anells van desaparèixer, la qual cosa indica que són geomètricament estrets, com l'anell ε, i freturosos de pols. No obstant això, el mateix esdeveniment va revelar una banda ampla i òpticament estreny just fora de l'anell β, que ja havia estat observada anteriorment per la Voyager 2. Les masses de tots dos anells s'han estimat en 5 x 1015 kg (tots dos), la meitat de la massa de l'anell ε.

### Anells 6, 5 i 4
Els anells 6, 5 i 4 són els més interns i tènues d'entre els anells estrets d'Urà. Són els més inclinats, i les seves excentricitats orbitals excedeixen amb escreix la de l'anell ε. De fet, les seves inclinacions (0,06°, 0,05° i 0,03°) van ser prou grans perquè la Voyager 2 observés la seva elevació sobre el plànol equatorial d'Urà, que va ser de 24–46 km. Els anells 6, 5 i 4 també són els anells més estrets d'Urà, mesurant 1,6–2,2 km, 1,9–4,9 km i 2,4–4,4 km d'ample, respectivament. les seves profunditats equivalents són de 0,41 km, 0,91 i 0,71 km el que produeix una profunditat òptica normal de 0,18–0,25, 0,18–0,48 i 0,16–0,3. No van ser visibles durant el canvi de plànol dels anells en el 2007 a causa de la seva estretor i manca de pols.

## Anells de pols

### Anell λ

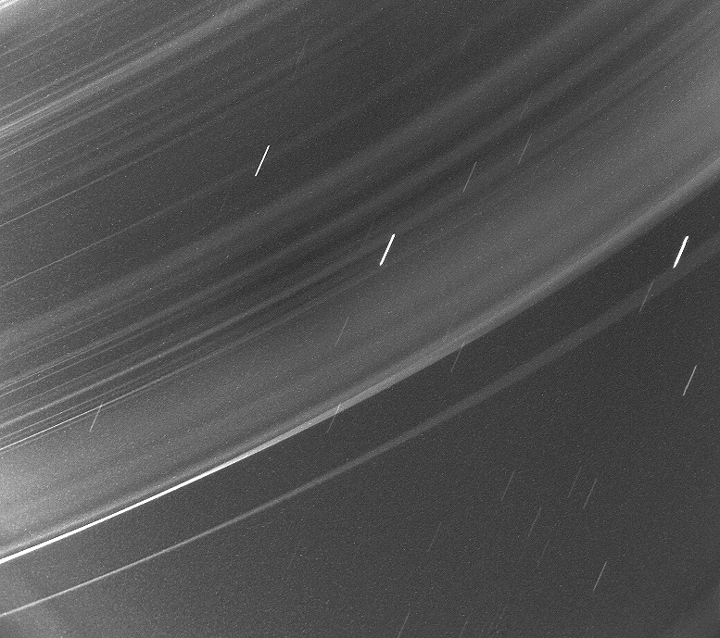
Una imatge de llarga exposició, presa amb un angle de fase elevat per la Voyager 2 dels anells interiors. Amb la tècnica de dispersió cap a davant, es poden veure línies de pols no visibles en altres imatges, a més dels assenyalats anells. Per una recreació informàtica d'aquesta imatge vegeu aquest enllaç.

L'anell λ va ser un dels descoberts per la Voyager 2 en el 1986. És un anell estret i brillant localitzat a l'interior de l'anell ε entre aquest i el satèl·lit Cordelia. Aquest satèl·lit va en realitat netejant un carril fosc dins de l'anell λ. Quan es veu en il·luminació posterior, l'anell λ és extremadament estret; aproximadament 1–2 km– i té una profunditat òptica equivalent de 0,1–0,2 km a la longitud d'ona de 2,2 μm. La profunditat òptica normal és de 0,1–0,2. La profunditat òptica de l'anell λ mostra una forta dependència de longitud d'ona, la qual cosa és atípic dins del sistema anul·lar d'Urà. La profunditat equivalent és tan gran com 0,36 km en la part ultraviolada de l'espectre, la qual cosa explica per què l'anell λ va ser inicialment detectat en ocultacions estel·lars sota ultraviolada per la Voyager 2. La detecció durant l'ocultació estel·lar en la longitud d'ona de 2,2 μm va ser únicament anunciada en el 1996.
L'aparença de l'anell λ va canviar dràsticament quan es va observar en il·luminació frontal en 1986. Sota aquesta geometria l'anell es fa el tret més brillant del sistema anul·lar d'Urà, brillant més que l'anell ε. Aquesta observació, juntament amb la dependència de longitud d'ona de la profunditat òptica, indica que l'anell λ conté quantitats significatives de pols de grandària micromètrica. La profunditat òptica normal d'aquesta pols és 10–4–10–3. Les observacions dutes a terme en el 2007 pel telescopi Keck durant el canvi de plànol dels anells van confirmar aquesta conclusió, perquè l'anell λ es va convertir en un dels elements més brillants del seu sistema anul·lar.
L'anàlisi detallada de les imatges de la Voyager 2 van revelar variacions azimutals en la lluentor de l'anell λ. Les variacions semblen periòdiques, recordant a una ona estacionària. L'origen d'aquesta estructura fina en l'anell λ segueix sent un misteri.

### Anell 1986O2R / ζ

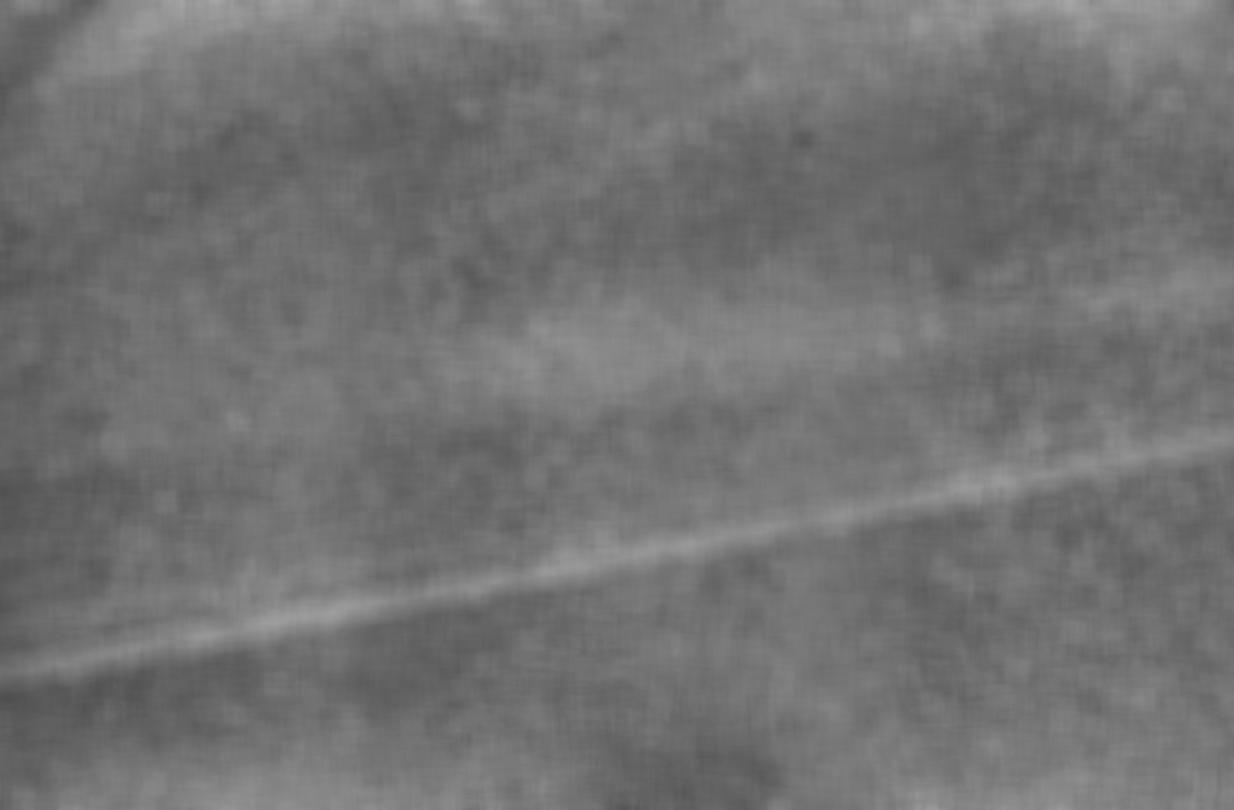
Imatge del descobriment de l'anell 1986O2R.

En 1986 la Voyager 2 va detectar una làmina de material ample i brillant a l'interior de l'anell 6. A aquest anell se li va designar temporalment 1986O2R. Tenia una profunditat òptica normal de 10−3 o menys i era extremadament brillant. De fet, va ser visible amb una única imatge de la Voyager 2. L'anell es localitzava entre 37.000 i 39.500 km del centre d'Urà, o només 12.000 km sobre els núvols. No va ser observat de nou fins al 2003−2004, quan el telescopi Keck va trobar una làmina ampla i brillant de material just dins de l'anell 6. A aquest anell se li va rebatejar com a anell ζ. No obstant la posició del recuperat anell ζ difereix significativament de l'observada en el 1986. Ara està situat entre els 37.850 i 41.350 km del centre del planeta. Hi ha una extensió cap a l'interior que va desapareixent gradualment fins als 32.600 km.
L'anell ζ es va observar de nou durant l'esdeveniment de canvi de plànol dels anells en el 2007 quan es va convertir en l'element més brillant del sistema anul·lar, brillant més que tots els altres junts. La profunditat òptica equivalent d'aquest anell és de prop d'1 km (0,6 km per a l'extensió interior), mentre que la profunditat òptica normal novament és de menys de 10−3. Les aparences tan diferents dels anells 1986O2R i ζ poden estar produïdes per diferents geometries d'il·luminació: la geometria retroil·luminada de 2003−2007 i la geometria d'il·luminació lateral de 1986. No obstant això, no pot descartar-se com a causa els canvis dels passats 20 anys en la distribució de la pols, que es pensa que predominen en l'anell.

### Altres bandes de pols
A més dels anells 1986U2R/ζ i λ, existeixen altres bandes de pols extremadament brillants en el sistema anul·lar d'Urà. Es fan invisibles en les ocultacions perquè tenen una profunditat òptica menyspreable, encara que són brillants en il·luminació frontal. Les imatges de la Voyager 2' d'aquesta geometria van revelar l'existència de bandes de pols brillants entre els anells λ i δ, entre els anells η i β, i entre els anells α i 4. Moltes d'aquestes bandes van ser detectades novament en 2003–2004 pel Telescopi Keck i en el transcurs del canvi de plànol dels anells del 2007 fins i tot en il·luminació posterior, però les seves localitzacions precises i la seva lluentor relativa van ser diferents que durant les observacions de la Voyager. La profunditat òptica normal de les bandes de pols eren de 10–5 o menys. Es pensa que la distribució de la grandària de partícula obeeix a una llei potencial T amb el coeficient p = 2,5 ± 0,5.

## Sistema anul·lar exterior

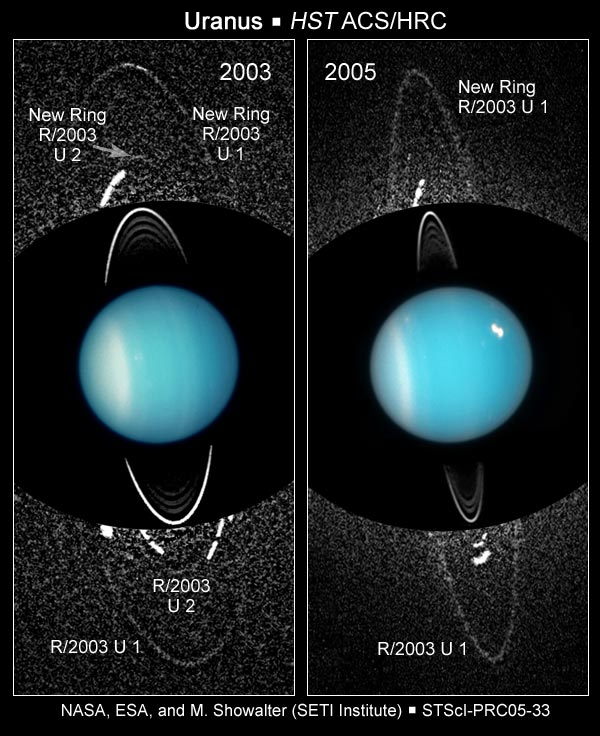
Els anells μ i ν d'Urà (R/2003 O1 i O2) en el Telescopi espacial Hubble, 2005.

En 2003–2005, el Telescopi Espacial Hubble va detectar un parell d'anells prèviament desconeguts, que ara es coneixen com a sistema anul·lar exterior, que van elevar el nombre d'anells coneguts d'Urà a 13. Aquests anells van ser posteriorment batejats com a anells μ i ν. L'anell μ és el més extern dels dos, i està a dues vegades més lluny del planeta que de l'anell brillant η. Els anells externs difereixen dels anells estrets interns en diversos aspectes: Són amples, 17.000 i 3.800 km d'ample respectivament, i molt febles. Les seves profunditats òptiques normals són de 8,5 × 10–6 i 5,4 × 10–6, respectivament. Les profunditats òptiques equivalents resultants són 0,14 km i 0,012 km. Els anells tenen perfils de lluentor radial triangular.
El màxim de lluentor de l'anell μ entra gairebé exactament dins de l'òrbita del petit satèl·lit d'Urà Mab, que probablement és la font de les partícules de l'anell. L'anell ν està situat entre els satèl·lits Pòrcia i Rosalina i no conté cap satèl·lit en el seu interior. Una reanàlisi de les imatges de la Voyager 2 d'il·luminació frontal revela clarament els anells μ i ν. En aquesta geometria els anells són molt més brillants, la qual cosa indica que contenen partícules de pols de grandària micromètrica. Els anells externs d'Urà poden ser similars als anells de Saturn. L'anell G també manca de qualsevol font observable de cossos, mentre que l'anell E és extremadament ample i rep pols d'Encèlad.
L'anell μ podria compondre's completament de pols, sense cap partícula gran en absolut. Aquesta hipòtesi sembla recolzar-se en observacions del telescopi Keck, que no va poder detectar l'anell μ en l'infraroig proper a 2,2 μm, però va detectar l'anell ν. Aquesta falta de detecció significa que l'anell μ és de color blau, la qual cosa al seu torn significa que la pols molt petita (micromètrica) predomina en el seu interior. La pols podria estar fet de gel d'aigua. Per contra, l'anell ν és de color lleugerament vermellós.

## Dinàmica i origen

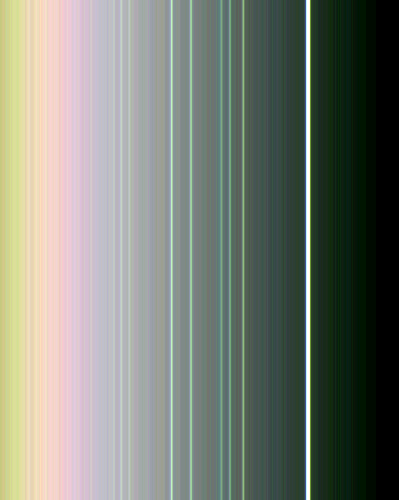
Un esquema amb color intensificat dels anells interiors derivat de les imatges de la Voyager 2.

Un problema destacat en el respectiu a la física que governa els anells prims d'Urà és el seu confinament. Sense un mecanisme per mantenir juntes les seves partícules, els anells es dispersarien aviat de forma radial. El temps de vida dels anells d'Urà sense aquest mecanisme no podria ser major d'1 milió d'anys. El model més àmpliament citat per a aquest confinament, proposat inicialment per Goldreich i Tremaine, consisteix que un parell de satèl·lits pastors propers, intern i extern, actuen gravitatòriament amb l'anell i també com a embornals i donants de moment angular per excés i per defecte respectivament. Els satèl·lits mantenen d'aquesta manera les partícules de l'anell en el seu lloc, però al mateix temps es van separant de l'anell. Perquè siguin eficaços, les masses d'ambdues pastores han d'excedir la de l'anell per un factor d'almenys dos o tres. Aquest mecanisme és el que opera almenys en el cas de l'anell ε, en el qual Cordèlia i Ofèlia serveixen com a pastors. Cordèlia és també el pastor exterior de l'anell δ, i Ofèlia és el pastor exterior de l'anell γ. No obstant això, no es coneix cap satèl·lit major de 10 km en el veïnatge d'altres anells. La distància actual de Cordèlia i Ofèlia de l'anell ε es pot utilitzar per estimar la seva edat. Els càlculs mostren que l'anell ε no pot tenir més de 600 milions d'anys.
Com que els anells d'Urà semblen joves, deuen ser contínuament renovats per fragmentació per col·lisions de cossos majors. Les estimacions mostren que el temps de vida contra la disrupció per col·lisió d'un satèl·lit amb la grandària de Puck és de pocs milers de milions d'anys. El temps de vida d'un satèl·lit menor és molt més curt. Per tant, totes les llunes internes i anells actuals han de ser producte de la disrupció de diversos satèl·lits de la grandària de Puck durant els últims 4.500 milions d'anys. Cadascuna d'aquestes disrupcions hauria iniciat una cascada de col·lisions que ràpidament van disgregar els cossos grans en partícules molt més petites, incloent pols. Al final, la majoria de la massa es perdria, i les partícules sobreviurien només en les posicions en les quals serien estabilitzades per ressonància i pasturatge. El producte final d'aquesta evolució disruptiva seria un sistema d'anells estrets. No obstant això, alguns satèl·lits menors encara quedarien dins dels anells en el present. La grandària màxima d'aquests satèl·lits seria probablement al voltant de 10 km.
L'origen de les bandes de pols és menys problemàtic. La pols té un període de vida molt curt, de 100–1.000 anys, i ha de ser contínuament reposat per col·lisions entre partícules majors, petits satèl·lits i meteoroides externs al sistema d'Urà. Els cinturons de satèl·lits menors donants i les partícules són invisibles a causa de la seva baixa profunditat òptica, mentre que la pols es mostra en il·luminació frontal. S'espera que els anells principals estrets i els cinturons de satèl·lits menors que van crear les bandes de pols difereixin en grandària de partícula i distribució. Els anells principals ho integren cossos de grandària d'entre un centímetre i un metre. Aquesta distribució incrementa l'àrea de la superfície del material dels anells, conduint a una elevada densitat òptica en retroil·luminació. Per contra, les bandes de pols tenen relativament poques partícules de gran grandària, la qual cosa produeix una profunditat òptica menor.

## Llista de propietats
Aquesta taula resumeix les propietats del sistema anul·lar d'Urà.
| Nom     | Radi (km)      | Amplària (km) | Prof. Eq. (km) | Prof Opt.N | Espessor (m) | Ecc.       | Incl.(°) | Notes                                                    |
| ζc      | 32.000–37.850  | 3.500         | 0,6            | 10−4       | ?            | ?          | ?        | Extensió interna de l'anell ζc                           |
| ζc      | 32.000–37.850  | 3.500         | 0,6            | ~ 10−4     | ?            | ?          | ?        | Extensió interna de l'anell ζ                            |
| 1986O2R | 37.000–39.500  | 2.500         | ?              | < 10−3     | ?            | ?          | ?        | Anell brillant de pols                                   |
| ζ       | 37.850–41.350  | 3.500         | 1              | < 10−3     | ?            | ?          | ?        |                                                          |
| 6       | 41.837         | 1,6–2,2       | 0,41           | 0,18–0,25  | ?            | 1,0 × 10−3 | 0,062    |                                                          |
| 5       | 42.234         | 1,9–4,9       | 0,91           | 0,18–0,48  | ?            | 1,9 × 10−3 | 0,054    |                                                          |
| 4       | 42,570         | 2,4–4,4       | 0,71           | 0,16–0,30  | ?            | 1,1 × 10−3 | 0,032    |                                                          |
| α       | 44.718         | 4,8–10,0      | 3,39           | 0,3–0,7    | ?            | 0,8 × 10−3 | 0,015    |                                                          |
| β       | 45 661         | 6.1–11.4      | 2.14           | 0.20–0.35  | ?            | 0.4 × 10−3 | 0.005    |                                                          |
| η       | 47 175         | 1.9–2.7       | 0.42           | 0.16–0.25  | ?            | 0          | 0.001    |                                                          |
| ηc      | 47.176         | 40            | 0,85           | 2 × 10−2   | ?            | 0          | 0,001    | Component ample extern de l'anell η                      |
| γ       | 47.627         | 3,6–4,7       | 3,3            | 0,7?0,9    | 150?         | 0,1 × 10−3 | 0,002    |                                                          |
| δc      | 48.300         | 10–12         | 0,3            | 3 × 10−2   | ?            | 0          | 0,001    | Component ample intern de l'anell δ                      |
| δ       | 48.300         | 4,1–6,1       | 2,2            | 0,3?0,6    | ?            | 0          | 0,001    |                                                          |
| λ       | 50.023         | 1–2           | 0,2            | 0,1–0,2    | ?            | 0?         | 0?       | Anell de pols brillant                                   |
| ε       | 51.149         | 19,7–96,4     | 47             | 0,5–2,5    | 150?         | 7,9 × 10−3 | 0        | Pastorejat per Cordèlia i Ofèlia                         |
| ν       | 66.100–69.900  | 3.800         | 0,012          | 5,4 × 10−6 | ?            | ?          | ?        | Entre Pòrcia i Rosalina, màxim de lluentor als 67.300 km |
| μ       | 86.000–103.000 | 17.000        | 0,14           | 8,5 × 10−6 | ?            | ?          | ?        | Al costat de Mab, màxim de lluentor als 97.700 km        |

Per comparacions, el radi d'Urà és d'aproximadament 26.000 km.